# Idvallo
Idvallo (fl. III secolo a.C.) fu, secondo la Historia Regum Britanniae di Goffredo di Monmouth, un leggendario re della Britannia.
Era figlio di re Ingenio e salì sul trono rimpiazzando il cugino Enniauno, deposto a causa del suo comportamento tirannico. Regnò in maniera giusta e tentando di riparare ai torti commessi dal suo predecessore. Gli successe il cugino Runo.